# Колимське нагір'я
Коли́мське нагі́р'я, Колимський хребет, Гидан або Гедан (перевальний) — нагір'я на північному сході азійської частини Росії, головним чином в Магаданській області. Складається з системи хребтів, плато і гряд, які відокремлюють басейн річки Колими від річок басейну Тихого океану. Протягується на 1 300 км від хребта Сунтар-Хаята і верхів'їв річок Оли і Буюнди на сході і північному сході до долини річки Малий Анюй і до витоків річки Анадир. 
У південно-західній частині нагір'я переважають плато, короткі хребтові і гранітні масиви заввишки 1 500—1 800 м. До північного сходу слідує ряд хребтів, розділених тектонічними западинами, — Майманджинський хребет (до 1 800 м), Ольське плато, що перетинається Колимським автотрактом, Сеймчано-Буюндинська западина, Омсукчанський хребет (до 1 962 м), Омсукчанська западина, Коркодонський хребет, Кедонський хребет, Верхньокедонська улоговина, Конгинський хребет, Молонгдинський хребет та інші.
Між річками Коркодон і Олою (басейн Колими) розташований платоподібний Омолойський масив, складений протерозойськими гнейсами і сланцями. Західна частина нагір'я складена в основному алевролітамиі і пісковиками пермського, тріасового і юрського віку, а в східній переважають ефузивні відкладення. З численними гранітними інтрузіями мезозойського віку зв'язані і рідкометальні зруденіння. У западинах — кам'яно- і буровугільні родовища, термальні джерела. 
На західному схилі Колимського нагір'я клімат різко континентальний. Середні температури липня 8—10 °С, січня —40 °С. Літо сухе. Східний схил навітряний, вологий. Середня температура липня 4 °С, січня до —20 °С. 
2/3 площі Колимського нагір'я безлісні (гірська мохово-лишайникова тундра, кедровий стланик). Долини і нижні частини схилів хребтів і гряд до 500 м на півночі і 800 м на півдні покриті рідкостойними модриновими лісами. На дні долин заплавні ліси.

## Ресурси інтернету
- Колымское нагорье [Архівовано 18 лютого 2013 у Wayback Machine.](рос.)